# クラロ・コルサニータス・カップ
コパ・コルサニータス（Copa Colsanitas）は、コロンビア・ボゴタで開催されるWTAテニストーナメントである。1998年から行われている。2020年大会は新型コロナウイルス感染症の影響により中止された。

## 大会歴代優勝者

### シングルス
| 年   | 優勝者                                 | 準優勝者                       | 決勝結果                  |
| ---- | -------------------------------------- | ------------------------------ | ------------------------- |
| 1998 | パオラ・スアレス                       | ソニア・ジェヤシーラン         | 6–3, 6–4                  |
| 1999 | ファビオラ・ズルアガ                   | クリスティナ・パパダキ         | 6–1, 6–3                  |
| 2000 | パトリシア・ワーツシュ                 | タチアナ・ガルビン             | 4–6, 6–1, 6–4             |
| 2001 | パオラ・スアレス                       | リタ・クチ＝キス               | 6–2, 6–4                  |
| 2002 | ファビオラ・ズルアガ                   | カタリナ・スレボトニク         | 6–1, 6–4                  |
| 2003 | ファビオラ・ズルアガ                   | アナベル・メディナ・ガリゲス   | 6–3, 6–2                  |
| 2004 | ファビオラ・ズルアガ                   | マリア・サンチェス・ロレンツォ | 3–6, 6–4, 6–2             |
| 2005 | フラビア・ペンネッタ                   | ルルド・ドミンゲス・リノ       | 7–6(4), 6–4               |
| 2006 | ルルド・ドミンゲス・リノ               | フラビア・ペンネッタ           | 7–6(3), 6–4               |
| 2007 | ロベルタ・ビンチ                       | タチアナ・ガルビン             | 6–7(5), 6–4, 0–3 途中棄権 |
| 2008 | ヌリア・リャゴステラ・ビベス           | マリア・エミリア・サレルニ     | 6–0, 6–4                  |
| 2009 | マリア・ホセ・マルティネス・サンチェス | ヒセラ・ドゥルコ               | 6–3, 6–2                  |
| 2010 | マリアナ・ドゥケ・マリノ               | アンゲリク・ケルバー           | 6–4, 6–3                  |
| 2011 | ルルド・ドミンゲス・リノ               | マチルド・ヨハンソン           | 2–6, 6–3, 6–2             |
| 2012 | ララ・アルアバレナ                     | アレクサンドラ・パノワ         | 6–2, 7–5                  |
| 2013 | エレナ・ヤンコビッチ                   | パウラ・オルマエチェア         | 6–1, 6–2                  |
| 2014 | キャロリン・ガルシア                   | エレナ・ヤンコビッチ           | 6-3, 6-4                  |
| 2015 | テリアナ・ペレイラ                     | ヤロスラワ・シュウェドワ       | 7–6(2), 6–1               |
| 2016 | イリナ・ファルコニ                     | シルビア・ソレル＝エスピノサ   | 6–2, 2–6, 6–4             |
| 2017 | フランチェスカ・スキアボーネ           | ララ・アルアバレナ             | 6-4, 7-5                  |
| 2018 | アンナ・カロリナ・シュミエドロバ       | ララ・アルアバレナ             | 6–2, 6–4                  |
| 2019 | アマンダ・アニシモバ                   | アストラ・シャルマ             | 4–6, 6–4, 6–1             |
| 2020 | 開催中止                               | 開催中止                       | 開催中止                  |
| 2021 | カミラ・オソリオ                       | タマラ・ジダンシェク           | 5–7, 6–3, 6–4             |
| 2022 | タチアナ・マリア                       | ローラ・ピゴシ                 | 6–3, 4–6, 6–2             |
| 2023 | タチアナ・マリア (2)                   | ペイトン・スターンズ           | 6–3, 2–6, 6–4             |

### ダブルス
| 年   | 優勝者                                                              | 準優勝者                                                  | 決勝結果            |
| ---- | ------------------------------------------------------------------- | --------------------------------------------------------- | ------------------- |
| 1998 | ヤネッテ・フサロバ パオラ・スアレス                                 | メリッサ・マゾッタ エカテリーナ・シソエワ                 | 3–6, 6–2, 6–3       |
| 1999 | クリスティナ・パパダキ セダ・ノーランデル                           | ラウラ・モンタルボ パオラ・スアレス                       | 6–4, 7–6(5)         |
| 2000 | ラウラ・モンタルボ パオラ・スアレス                                 | リタ・クチ＝キス ペトラ・マンデュラ                       | 6–4, 6–2            |
| 2001 | タチアナ・ガルビン ヤネッテ・フサロバ                               | ラウラ・モンタルボ パオラ・スアレス                       | 6–4, 2–6, 6–4       |
| 2002 | ビルヒニア・ルアノ・パスクアル パオラ・スアレス                     | ティナ・クリザン カタリナ・スレボトニク                   | 6–2, 6–1            |
| 2003 | カタリナ・スレボトニク アサ・スベンソン                             | ティナ・クリザン タチアナ・ペレビニス                     | 6–2, 6–4            |
| 2004 | バルバラ・シュワルツ ジャスミン・ヴェール                           | アナベル・メディナ・ガリゲス アランチャ・パラ・サントンハ | 6–1, 6–3            |
| 2005 | エマヌエル・ガリアルディ ティナ・ピスニック                         | ルボミラ・クルハイツォバ バルボラ・ストリコバ             | 6–4, 6–3            |
| 2006 | ヒセラ・ドゥルコ フラビア・ペンネッタ                               | アグネシュ・サバイ ジャスミン・ヴェール                   | 7–6(1), 6–1         |
| 2007 | ルルド・ドミンゲス・リノ パオラ・スアレス                           | フラビア・ペンネッタ ロベルタ・ビンチ                     | 1–6, 6–3, [11–9]    |
| 2008 | イベタ・ベネソバ ベサニー・マテック                                 | エレナ・コスタニッチ・トシッチ マルチナ・ミュラー         | 6–3, 6–3            |
| 2009 | ヌリア・リャゴステラ・ビベス マリア・ホセ・マルティネス・サンチェス | ヒセラ・ドゥルコ フラビア・ペンネッタ                     | 7–5, 3–6, [10–7]    |
| 2010 | ヒセラ・ドゥルコ エディナ・ガロビッツ                               | オリガ・サブチュク アナスタシア・ヤキモワ                 | 6–2, 7–6(6)         |
| 2011 | エディナ・ガロビッツ＝ホール アナベル・メディナ・ガリゲス           | シャロン・フィッチマン ラウラ・ポウス・ティオ             | 2–6, 7–6(6), [11–9] |
| 2012 | エバ・ブリネロバ アレクサンドラ・パノワ                             | マンディ・ミネラ シュテファニー・フェーゲレ               | 6–2, 6–2            |
| 2013 | ティメア・バボシュ マンディ・ミネラ                                 | エバ・ブリネロバ アレクサンドラ・パノワ                   | 6–4, 6–3            |
| 2014 | ララ・アルアバレナ キャロリン・ガルシア                             | バニア・キング シャネル・シェパーズ                       | 7–6(5), 6–4         |
| 2015 | パウラ・クリスティナ・ゴンサルベス ベアトリス・ハダッド・マイア     | イリーナ・ファルコニ シェルビー・ロジャース               | 6–3, 3–6, [10–6]    |
| 2016 | ララ・アルアバレナ タチアナ・マリア                                 | ガブリエラ・セ アンドレア・ガメス                         | 6–2, 4–6, [10–8]    |
| 2017 | ベアトリス・ハッダッド・マイア ナディア・ポドロスカ                 | ベロニカ・セペデ・ロイグ マグダ・リネッテ                 | 6–3, 7–6(4)         |
| 2018 | ダリラ・ヤクポビッチ イリーナ・フロマチェワ                         | マリアナ・デュケ＝マリーノ ナディア・ポドロスカ           | 6–3, 6–4            |
| 2019 | ゾー・ヒベス アストラ・シャルマ                                     | ヘイリー・カーター エナ・シバハラ                         | 6–1, 6–2            |
| 2020 | 開催中止                                                            | 開催中止                                                  | 開催中止            |
| 2021 | エリクサーヌ・レケミア イングリッド・ニール                         | ミハエラ・ブザルネスク アンナ・レナ・フリードサム         | 6–3, 6–4            |
| 2022 | アストラ・シャルマ (2) アルディラ・スーチャディ                     | エミナ・ベクタス タラ・ムーア                             | 4–6, 6–4, [11–9]    |
| 2023 | イリーナ・フロマチェワ (2) イリーナ・シマノビッチ                   | オクサナ・カラシニコワ カタジーナ・ピテール               | 6–1, 3–6, [10–6]    |